# Allegoria della Verità e del Tempo
Allegoria della Verità e del Tempo è un dipinto di Annibale Carracci.

## Storia del dipinto
L'opera non è menzionata da nessuna delle fonti biografiche seicentesche su Annibale Carracci. Si presume che essa si trovi in Inghilterra quanto a meno a partire da inizio Settecento, ma la prima notizia sicuramente riferibile al dipinto è di circa un secolo e mezzo dopo e ne documenta la presenza nelle collezioni della regina Vittoria.
Ad inizio Novecento, il dipinto, sino ad allora considerato di autore ignoto, fu attribuito ad Annibale Carracci da Roberto Longhi e da Hermann Voss (storico dell'arte tedesco). Attribuzione che non è mai stata contestata in seguito. Stante la vicinanza stilistica con gli affreschi di Palazzo Fava a Bologna, realizzati congiuntamente, all'incirca nel 1584, da Annibale, Agostino e Ludovico Carracci la tela di Hampton Court è datata allo stesso periodo. Per lo stesso motivo è stata avanzata la congettura che il committente dell'opera possa essere stato Filippo Fava, cioè il titolare della dimora affrescata dai Carracci.

## Significato iconografico

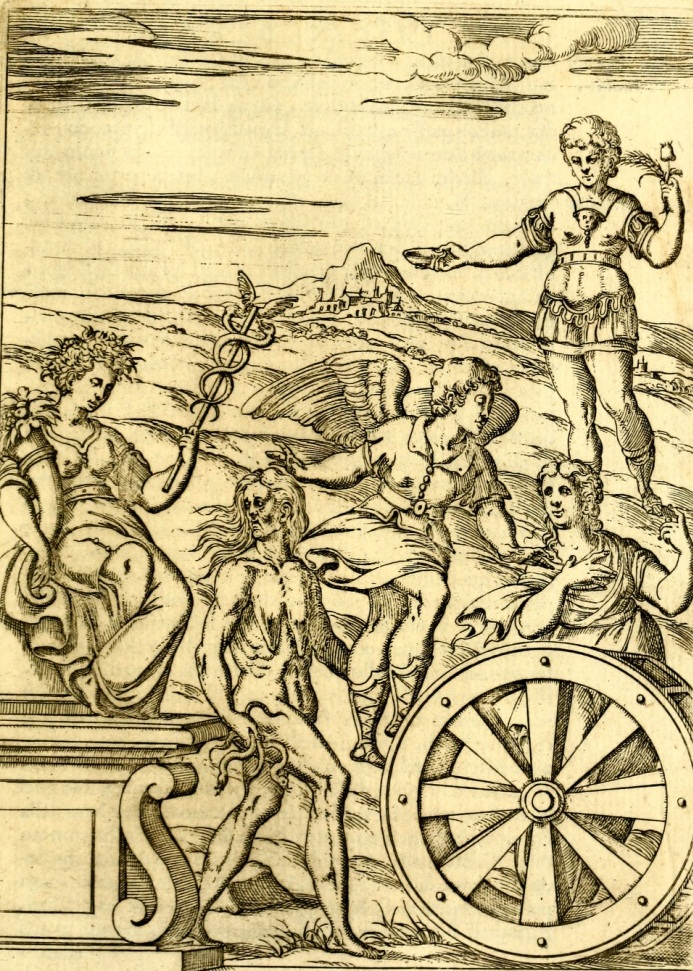
Bolognino Zaltieri, il Buon Evento e altre figure allegoriche. Incisione illustrativa de Le immagini de i dei antichi di Vincenzo Cartari

Iconograficamente, l'Allegoria di Annibale illustra la vittoria della verità favorita dal tempo. La personificazione del Tempo – riconoscibile dall'età decrepita e dalla clessidra che ha in mano –, infatti, tira fuori da un pozzo la figura alata della Verità (un adolescente efebico) che si guarda in uno specchio, mentre schiaccia l'Inganno (o Frode). L'Inganno sembra avere sulla nuca una piccola testa mostruosa che ne sottolinea la doppiezza e la malvagità.
Altre due figure, in primo piano ai lati della composizione, inquadrano la scena principale.
La prima a sinistra è una donna alata che regge un caduceo e una cornucopia. All'altro lato della tela un giovane regge con la mano destra una coppa piena di fiori e nella sinistra delle spighe di grano e dei bulbi di papavero.
Per l'identificazione di queste due figure si deve partire da quanto narra Plinio il Vecchio (nella Naturalis historia) circa la presenza sul Campidoglio di due statue di Prassitele raffiguranti la Buona Fortuna e il Buon Evento, divinità minori romane. Sempre Plinio ci dice che sul Campidoglio vi era un'ulteriore statua del Buon Evento, questa di Eufranore, che lo storico descrive come un giovane che nella mano destra ha una patera (una coppa) e nella sinistra spicam ac papaveram tenes.
La testimonianza di Plinio fu ripresa da Vincenzo Cartari nel suo Le immagini de i dei antichi, fortunato trattato cinquecentesco sull’iconografia delle divinità classiche. In un’edizione illustrata del trattato del Cartari, edita a Venezia nel 1571, vi è un'incisione dove (tra altre personificazioni allegoriche) si individuano entrambe le figure riprodotte da Annibale nell’Allegoria di Hampton Court.
La vicinanza iconografica tra il Buon Evento in alto a destra nell'incisione e la figura a destra sulla tela di Annibale è chiara: anche il giovane del dipinto di Hampton Court ha in una mano una coppa e nell'altra mano spighe di grano e bulbi di papavero.
Anche il personaggio femminile a sinistra della composizione è chiaramente avvicinabile alla figura allegorica seduta su un podio nell'incisione. Si tratta in tutti e due i casi di una donna incoronata che ha in una mano un caduceo e nell'altra una cornucopia. Per Cartari quella figura è la Felicitas, ma in base ad altre fonti iconografiche potrebbe trattarsi della Buona Fortuna (cui del resto fa riferimento anche Plinio quando ci dice della statua del Buon Evento di Prassitele). Ma in verità le due divinità minori della Felicitas e della Buona Fortuna sembrano essere piuttosto intercambiabili nella religiosità romana.
La presenza della Felicità (o Buona Fortuna) e del Buon Evento nella Allegoria di Annibale completa il significato iconografico dell'opera trasmettendo il concetto che solo la vittoria della Verità sulla Frode e l'Inganno è condizione per una vita felice e propizia.

## Riferimenti stilistici

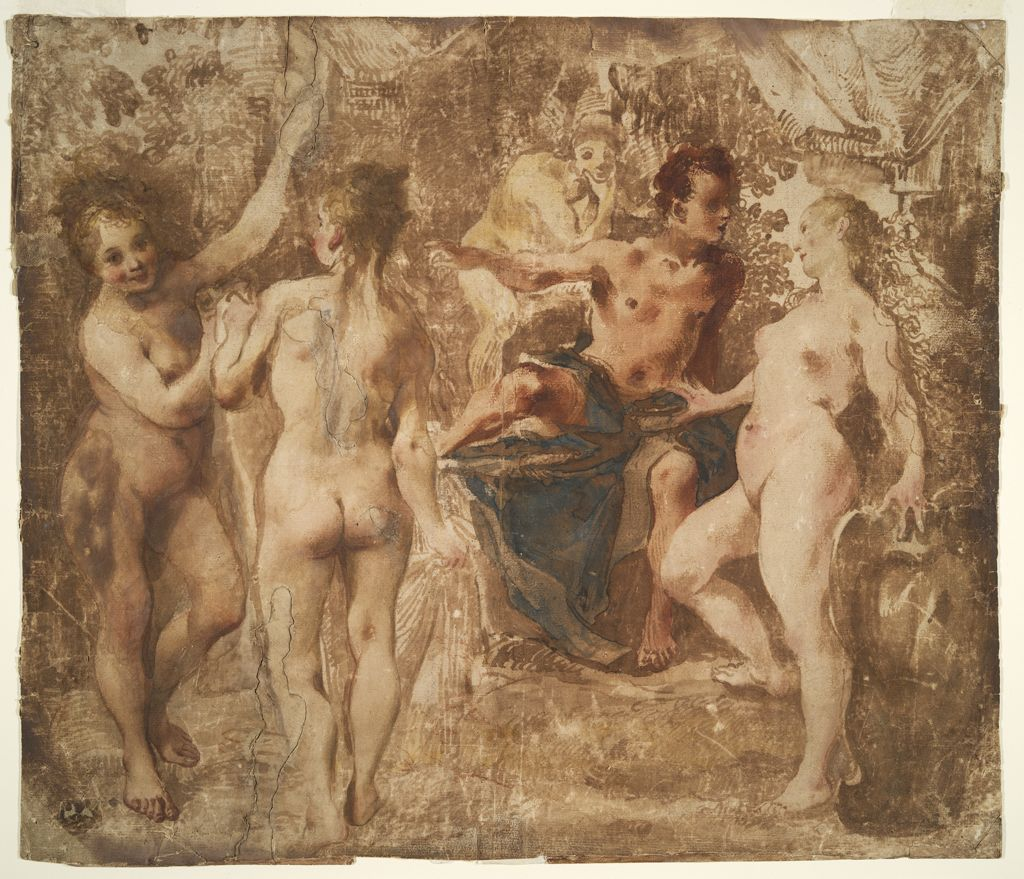
Annibale Carracci (attribuito), Giudizio di Paride, 1584-1585, Cambridge (Massachusetts), Fogg Art Museum

L’Allegoria è uno dei capolavori giovanili di Annibale Carracci e riflette la sua reazione alla conoscenza dell’opera del Correggio che ne caratterizza la pittura degli anni immediatamente successivi al suo esordio in campo artistico. 
Secondo un’ipotesi il correggismo di questo dipinto (così come dei contemporanei affreschi di Palazzo Fava) sarebbe ancora il frutto di un approccio all’arte dell’Allegri mediato dall’esempio di Federico Barocci, che prima di Annibale riscoprì il maestro rinascimentale. 
Sempre secondo questa ipotesi, l’opera del Barocci che avrebbe esercitato questo primo, mediato, influsso correggesco su Annibale sarebbe il Martirio di san Vitale (1583), ora nella Pinacoteca di Brera, ma originariamente collocato nella basilica di San Vitale a Ravenna, località non lontana da Bologna e forse lì vista dal giovane Carracci. 
Oltre all'influenza del Barocci (e per suo tramite del Correggio), si è colta nell’Allegoria di Annibale un’assonanza compositiva con il capolavoro di Tiziano Amor sacro e Amor profano: in particolare la vera da pozzo del dipinto di Annibale sembra corrispondere con il sarcofago istoriato di bassorilievi e riadattato a fontana che compare nel quadro di Tiziano.
Non è chiaro tuttavia come Annibale potesse aver avuto conoscenza del dipinto di Tiziano posto che un soggiorno veneziano del Carracci prima o durante il 1584 è tutt’altro che sicuro (mentre è sicuro che Annibale sia stato a Venezia qualche anno dopo). In merito è stata avanzata l’ipotesi che l’Amor sacro e Amor profano possa essere stato per un certo periodo di proprietà di un notabile di Cremona, città del padre di Annibale e da lui verosimilmente frequentata in gioventù.
All’Allegoria di Hampton Court è stato stilisticamente e compositivamente avvicinato un notevole disegno raffigurante il Giudizio di Paride (Fogg Art Museum) che alcuni storici dell’arte ritengono opera di Annibale e nel quale individuano lo studio preparatorio per un dipinto poi non eseguito o andato perduto.

## Galleria d'immagini

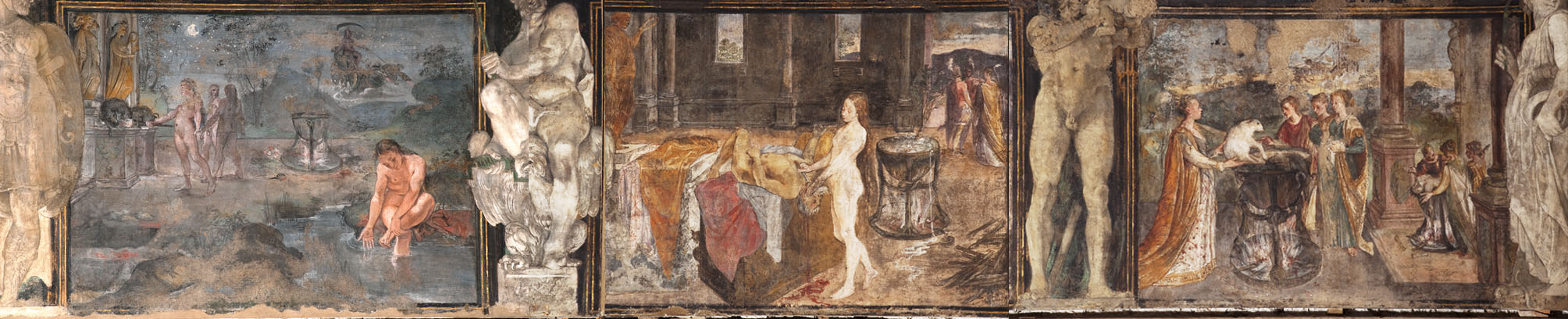
Annibale, Agostino e Ludovico Carracci, Storie di Giasone e Medea, 1584 ca., affresco, Bologna, Palazzo Fava
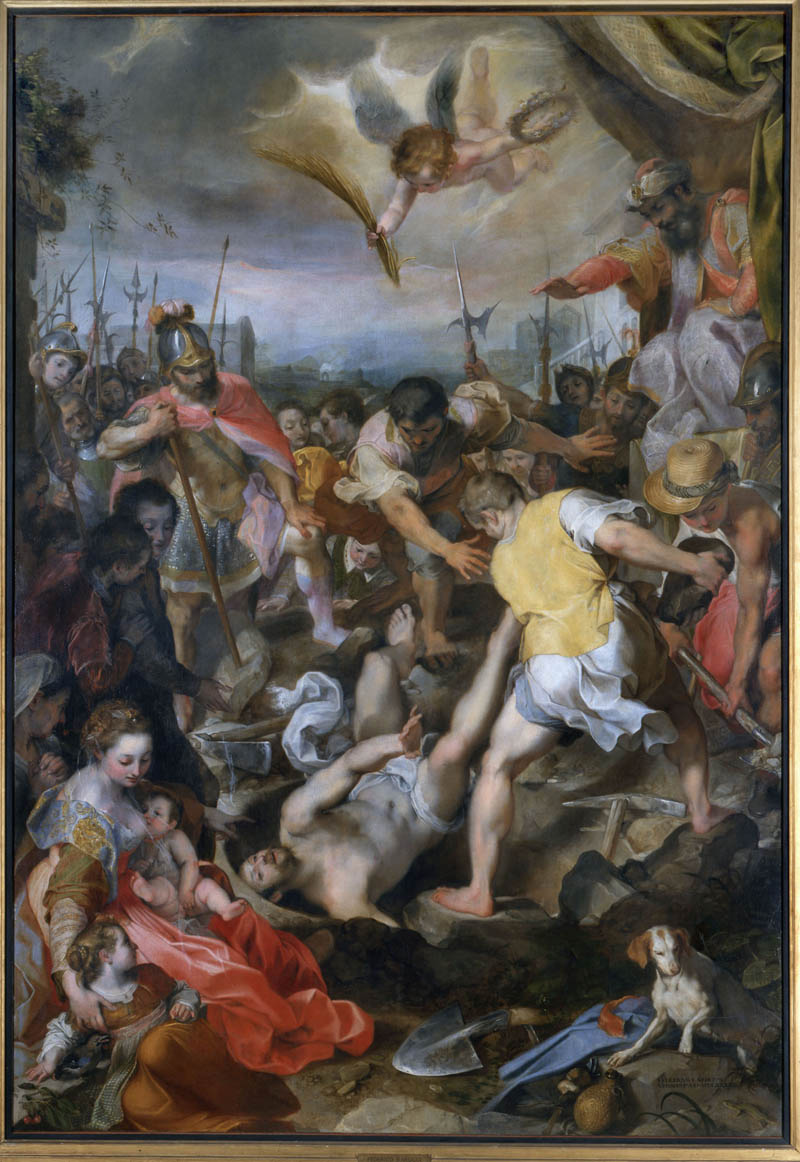
Federico Barocci, Martirio di San Vitale, 1583, Milano, Pinacoteca di Brera
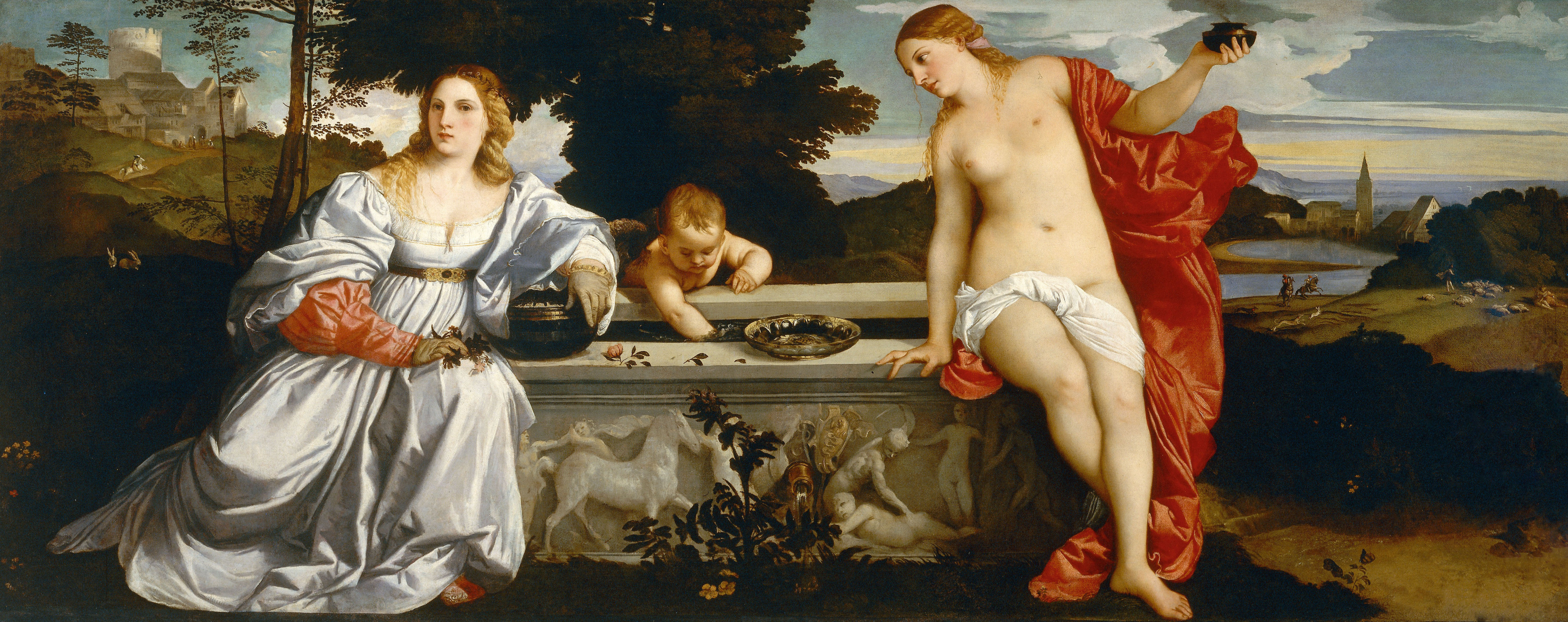
Tiziano, Amor sacro e Amor profano, 1515 ca., Roma, Galleria Borghese